# Planeta de blogs
Un planeta –de blogs– és un lloc web que recull els articles de diferents blogs relacionats per algun nexe, ja sigui temàtic, geogràfic, o organitzacional. Els autors dels blogs pertanyen a un mateix grup i comparteixen algun o altre tipus de relació o interès. L'origen dels planetes està estretament lligat amb les comunitats de programari lliure i de codi obert, tanmateix en l'actualitat podem trobar planetes construïts al voltant de les més diverses temàtiques.
El nom de planeta, prové del primer programari per a sindicar blogs Planet, desenvolupat per Jeff Waugh i Scott James Remnant. Planet és programari lliure, està escrit en Python i alliberat sota llicència Python.

### Programari
- Pàgina web del programari original Planet Arxivat 2005-10-29 a Wayback Machine..
- Pàgina web de Venus, programari successor de Planet.
- Pàgina web de MoonMoon, un programari amb les mateixes funcionalitats, però escrit amb llenguatge PHP.

### Exemples de planetes
- Planeta Softcatalà, recull de blogs personals dels diferents membres de Softcatalà.